# Marčela
Marčela je žensko osebno ime.

## Izvor imena
Marčela je različica ženskega osebnega imena Marcela.

## Pogostost imena
Po podatkih Statističnega urada Republike Slovenije je bilo na dan 31. decembra 2007 v Sloveniji število ženskih oseb z imenom Marčela: 70.

## Osebni praznik
Osebe z imenom Marčela lahko godujejo takrat kot osebe z imenom Marcela.